# Heteronemia emortualis
Heteronemia emortualis är en insektsart som först beskrevs av Henri Saussure 1859.  Heteronemia emortualis ingår i släktet Heteronemia och familjen Heteronemiidae. Inga underarter finns listade i Catalogue of Life.